# Alfred Kleinberg
Alfred Kleinberg (12. prosince 1881, Frýdek – 16. březen 1939, Praha) byl česko-německý gymnaziální profesor a odpůrce nacionálního socialismu židovského původu. Vyučoval němčinu, latinu a řečtinu. Byl průkopníkem tzv. sociologie literatury. Byl veřejně-politicky činný, jako přesvědčený demokrat se veřejně stavěl jak proti nacionálnímu socialismu, tak stalinistickému bolševismu.

## Život

### Mládí a studia
Alfred Kleinberg se narodil 12. prosince 1881 ve slezském Frýdku do středostavovské německojazyčné židovské rodiny. Jeho otec Joachim Kleinberg byl těšínským advokátem. V Těšíně navštěvoval Alfred základní školu během let 1887 až 1893, v roce 1900 pak odmaturoval na tamějším gymnáziu. V letech 1900 až 1904 studoval Alfred na univerzitě ve Vídni germanistiku, literaturu a klasickou filologii. Studia absolvoval pod vedením prof. Jacoba Minora. Alfred svou disertační práci, ve které přeložil z latinského originálu do němčiny Horatiovy ódy – „Donec gratus eram tibi“ vypracoval právě pod jeho vedením. Přestože disertační práce byla odevzdána a obhájena již roku 1904, na doktora byl Alfred promován až roku 1908. Důvody nejsou známy. Je možné, že vyčkávání způsobil antisemitismus některých univerzitních profesorů a úředníků, kteří se snažili blokovat kariéry studentů židovského vyznání.[zdroj?] Kleinberg se však se situací okolo promoce nehodlal smířit. V letech 1905 až 1906 vyučoval němčinu, latinu a řečtinu jako suplent na gymnáziu v Ostravě a roku 1907 konečně získal formální aprobaci k vyučování na gymnáziích a reálných školách. Roku 1908 krátce suploval na c. k. Rainerově gymnáziu ve Vídni. Ještě téhož roku však nastoupil jako provizorní učitel na c. k. státním gymnáziu v Kadani. Zde pak v působil v letech 1909 až 1913 již jako řádný gymnaziální profesor němčiny, latiny a řečtiny. V rámci kadaňské gymnaziální ročenky ze školního roku 1913/1914 také Alfred publikoval svou disertační práci.

### Pedagog
Z Kadaně pak přestoupil na prestižní c. k. Albrechtovo gymnázium v domovském Těšíně, kde působil v letech 1913 až 1920. Zde také dokončil v roce 1917 první kritický životopis spisovatele Karla Maye, který byl později publikován v „Biographisches Jahrbuch und deutscher Nekrolog“. Během let 1921 až 1938 působil opět v severozápadních Čechách, v Karlových Varech. Alfred Kleinberg se věnoval dějinám evropské literatury v 19. století, především osobnostem významných vídeňských spisovatelů a dramatiků Franze Grillparzera (1791-1872) a Ludwiga Anzengrubera (†1889). Alfred se také stal průkopníkem tzv. sociologie literatury. Ta se snaží reflektovat společenské a kulturní podmínky vzniku literárních děl, přičemž užívala nástrojů marxistické filosofie.

### Antifašista a antikomunista
Kleinberg byl aktivním členem Německé sociálnědemokratické strany v Československu a jako přesvědčený demokrat veřejně vystupoval jak proti nacionálně-socialistické, tak proti komunistické ideologii. Také se angažoval ve Všeobecném svazu spisovatelů a v Podpůrném spolku německých spisovatelů. Jako Čechoslovák, Němec a žid, demokrat a intelektuál vnímal Kleinberg velmi ostře nebezpečí, které vyplývalo z popularity Hitlerova nacionálního socialismu v Německu. Nacisté o něm věděli také. Když bylo 10. května 1933 v Berlíně přívrženci nacismu zinscenováno veřejné pálení knih tzv. židovských, marxistických, pacifistických a jiných „neněmeckých“ autorů v rámci „Akce proti neněmeckému duchu“, na seznamu knih určených k likvidaci byla též Kleinbergova kniha „Die europäische Kultur der Neuzeit“, vydaná v Lipsku a Berlíně roku 1931. Od roku 1934 byl Alfred Kleinberg rovněž redaktorem časopisu „Sozialistische Warte“, který se ze sociálnědemokratických pozic zasazoval o kritickou interpretaci postulátů politického socialismu. Stejně jako ostatní přispěvatelé, i Kleinberg psal své články z bezpečnostních důvodů pod pseudonymem (Spectator). V časopise byl velmi ostře kritizován jak Hitlerův nacionální socialismus, tak Stalinův bolševismus. Karlovarský rodák Karl Hermann Frank, jeden z představitelů nejradikálnější větve Sudetoněmecké strany, který od roku 1935 zasedal jako poslanec v pražském Národním shromáždění, 21. dubna 1937 interpeloval v parlamentu ministra školství:
"Výchova německé mládeže a dospělých je ohrožena profesorem karlovarského státního reálného gymnasia a předsedou karlovarského okresního vzdělávacího výboru, Dr. Alfredem Kleinbergem."
Frank kritizoval především Kleinbergovu publikaci „Rodina a výchova ve státě bolševickém, fašistickém a demokratickém“, která měla údajně hanobit německý národ a zejména novou německou rasovou politiku. Tehdejší ministr školství Emil Franke ale odmítl Kleinberga odvolat z učitelského úřadu.

### Závěr života
Když došlo na podzim roku 1938 k obsazení československého pohraničí německými vojáky, uprchl Kleinberg do Prahy. Obsazení zbytku Československa 15. března 1939 představovalo pro Alfreda Kleinberga osobní tragédii, konec idejí o svobodné a demokratické Evropě. Ve svých téměř šedesáti letech už neměl chuť dále prchat, a proto 16. března 1939 spáchal v Praze sebevraždu.

### Odkaz
Na připomínku občanských postojů bývalého profesora Gymnázia v Kadani Alfreda Kleinberga a ve spolupráci se Seligerovo sdružení (německy Seliger-Gemeinde) byl v areálu školy vysazen strom, umístěna lavička a odhalena pamětní deska. Od roku 2018 Gymnázium v Kadani uděluje cenu Alfreda Kleinberga pedagogům gymnázia, kteří se významným způsobem zasloužili o rozvoj školy či společnosti.

## Dílo
Národní knihovna ČR eviduje publikace:
- Denken und Fühlen im Vormärz (Vídeň, Schulwissenschaftlicher Verlag, A. Haase, 1917)
- Das Denkmal der unbekannten Proletarierin (hnutí sudetoněmeckých dělnic do světové války, spolu s Fanni Blatny, Karlovy Vary, Parteivorstand der Deutschen sozialdemokratischen Arbeiterpartei in der Tschechoslowakischen Republik, 1937)
- Die deutsche Dichtung in ihren sozialen, zeit- und geistesgeschichtlichen Bedingungen (Berlín, J.H.W. Dietz Nachf.,

c1927)
- Familie und Erziehung im bolschewistischen, faschistischen und demokratischen Staate (Ústí n. L.,  Neue Erziehung, 1936)
- Mihi et Mundo (Gedichte, Lipsko, Verlag Neuer Literature, 1903?)
- Die neue Schule (5. pedagogický týden v Ústí n. L., vydáno spolu s dalšími, Ústí n. L., Neue Erziehung,

1936)
- Schule und Völkerversöhnung (4. pedagogický týden v Teplicích-Šanově, vydáno spolu s dalšími přednáškami, Praha, Staatliche Verlagsanstalt, 1937)
- Die Zensur im Vormärz, Vídeň, Schulwissenschaftlicher Verlag A. Haase, 1917)
- Zum Goethejahr 1932 (Praha, Staatliche Verlagsanstalt, 1932)